# Кистяковский, Игорь Александрович
И́горь Алекса́ндрович Кистяко́вский (укр. Ігор Олександрович Кістяківський; 4 января 1876, Киев — 1940, Париж) — российский юрист (специалист по гражданскому праву), украинский политический и общественный деятель.

## Биография

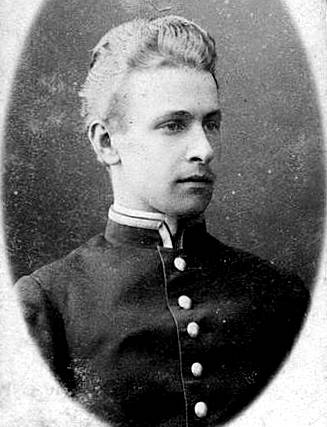
Игорь Кистяковский в молодости

Отец — Александр Фёдорович, известный юрист и видный деятель украинского национального движения — умер, когда Игорю было 9 лет.
Окончил юридический факультет Киевского университета, затем там же некоторое время был приват-доцентом. В 1903 году переехал в Москву, был присяжным поверенным. Одновременно был приват-доцентом Московского университета, который оставил в 1911 году в знак протеста против увольнения либерально настроенных преподавателей; в 1910—1917 годах преподавал в Московском коммерческом институте. Как юрист-практик начал свою работу помощником С. А. Муромцева, ближайшим сотрудником которого состоял до самой его смерти в 1910 году. В 1912 году был одним из инициаторов восстановления издания журнала «Юридический вестник», главным редактором которого стал его брат Б. А. Кистяковский. Состоял в партии кадетов.
После Октябрьской революции вернулся в Киев. В 1918 году в правительстве Украинской державы занимал посты государственного секретаря (3 мая — 3 июня) и министра внутренних дел (3 июня — октябрь).
Пособником он [Скоропадский] нашёл себе беспринципного московского адвоката Игоря Кистяковского, циника и совершенно неразборчивого на средства. В августе 1917 года в Москве, Кистяковский выступал сторонником Корнилова, осенью — деятельным работником в пользу возрождения России и помощи Добровольческой Армии, а весною 1918 года, в Киеве, он уже говорил, что Россия — пустое место, преследовал русский язык и проявлял крайний украинский шовинизм.Г. Н. Трубецкой
После падения Скоропадского эмигрировал в 1919 году в Константинополь, а затем в 1921 году переехал в Париж. Работал адвокатом, был членом правления банка. Входил в Союз русских адвокатов за границей (с 1927 — казначей, с 1929 — товарищ председателя) и другие организации русской эмиграции.
Умер в 1940 году, похоронен на кладбище Сент-Женевьев-де-Буа.

### В масонстве
Посвящён в парижской ложе «Астрея» № 500 (Великая ложа Франции), по рекомендации Кандаурова и Макшеева, после опроса, проведенного Беннигсеном, Макшеевым и Кандауровым 15 декабря 1923 года. Возведён во 2-ю степень — 12 марта 1924 года, в 3-ю степень — 29 мая 1924 года. Переходил в ложу «Золотое руно» № 536 в 1924 году, занимал там должность оратора. Затем возвратился в ложу «Астрея», где занимал должность первого стража в 1930 году. Член-основатель парижской ложи «Гермес» № 535 (1926 год) и первый страж в ней. Официально вышел в отставку из ложи 26 апреля 1935 года.

## Труды
- «Долговая ответственность наследника в римском праве» (Киев, 1900)
- «Понятие о субъекте прав» («Журнал Министерства юстиции», 1903, № 8)
- «Адвокатская деятельность С. А. Муромцева» (в «Сборнике статей о С. А. Муромцеве»)
- «Г. Ф. Шершеневич как цивилист» («Юридический вестник», 1913, I)